# أحمد جان عثمان
أحمد جان عثمان ( بالإيغورية: ئەخمەتجان ئوسمان)، ويُكتب أيضًا إخمتجان، أو إكسمتجان، أو أحمدجان ، هو شاعر إيغوري وناشط من أجل استقلال الأويغور من مواليد 1964، يكتب باللغتين الأويغورية والعربية، وهو مسلم سني. كان زعيمًا لحركة الشعر الإيغورية الجديدة (الغنغا) في ثمانينيات القرن العشرين، ويُعتبر واحدًا من أبرز الشعراء الإيغور في جيله. وكان لاستخدامه الشعر الحر تأثير كبير في الشعر الإيغوري اللاحق. وُصِفَ شعره بأنه يحاول: «التقاط المقدس والفلسفي، واللامنطقي والعابر، بصوت غنائي فريد تمامًا».

## حياته المبكرة
نشأ في أورومتشي، أكبر مدينة في سنجان. كان والده عثمان بك، مدير منجم الفحم، مسجونًا لمدة ست سنوات أثناء الثورة الثقافية بتهمة الرأسمالية البرجوازية. أمضى سنوات داخل وخارج المستشفى بعد خروجه وتوفي بسبب مرض الرئة. علمته والدته، جميلة هانم، الحكايات الشعبية الإيغورية واهتمت بعائلته، التي تضمنت شقيقي أحمد جان. كان لوفاة والده وغناء والدته للشعر الشعبي تأثيرًا على أعماله. بدأ أحمد جان كتابة الشعر عندما كان في الثانية عشرة أو الثالثة عشرة من عمره. نُشرت أعماله لأول مرة عندما قُرئت ثلاث قصائد له على الهواء في محطة إذاعية في أورومتشي عندما كان في الثالثة عشرة من عمره. بعد التحاقه بمدرسة ثانوية تجريبية مشهورة في أورومتشي، التحق بكلية اللغة والأدب بجامعة سنجان في عام 1981. نُشرت مجموعته الشعرية الأولى باللغة الإيغورية في عام 1982.
وفي عام 1982 ذهب إلى سوريا لدراسة الأدب العربي في جامعة دمشق، حيث كانت من أفضل الأماكن لتعليم العربية الفصيحة والسليمة. حصل على درجة البكالوريوس والماجستير في الأدب العربي. عاد إلى أورومتشي في عام 1990. كما عمل صحفيًا واستمر في الكتابة. أحدثت مقالاته المثيرة للجدل حول النظرية الأدبية ضجة كبيرة.

## المنفى
وفي عام 1994، ألقت الحكومة الصينية القبض عليه لمدة شهرين ثم فر إلى سوريا، حيث احتضنته سوريا ورفضت تسليمه. أثناء وجوده في سوريا، أعاد توجيه نفسه نحو الشعر العربي وساهم في خدمة الإيغور في إذاعة آسيا الحرة. وفي أثناء وجوده في سوريا، تزوج من امرأة سورية علوية، حيث حصل على قبول وشعر بالاندماج في اللاذقية.
وفي عام 2004، وإثر ضغط شديد دبلوماسي واقتصادي من الصين، اضطرت سوريا لأن تطلب منه الرحيل. وبعد انتشار خبر رحيله، وقع 270 شخصية من عالم الشعر العربي (بما في ذلك الشاعر السوري اللبناني الشهير أدونيس) على عريضة ونظموا مظاهرة ضد أمر الترحيل. وقد أدانت الصحف العربية الدولية في لندن ولبنان هذا العمل، وبررت الحكومة السورية بعدم مقدرتها على الضغط الاقتصادي. غادر إلى تركيا حيث أمضى بضعة أيام، ولكن رُحل مرة أخرى بسبب ضغوط الحكومة الصينية. وأخيرًا حصل على اللجوء في كندا، حيث يعيش منذ تشرين الأول 2004. هناك، يعمل في متجر بقالة، ومصنع قهوة، وكسائق رافعة شوكية في مستودع.

## النشاط
شغل منصب رئيس حكومة تركستان الشرقية في المنفى من تشرين الثاني 2015 إلى تشرين الأول 2018، عندما فُصل لانتهاكه دستور حكومة تركستان الشرقية في المنفى.
وعلى الرغم من مشاركته في حركة استقلال الإيغور، فإن أحمد جان لا يكتب قصائد صريحة عن السياسة؛ ولا تدعي قصائده أيديولوجية سياسية معينة.

## الشِعر

### التأثيرات
في وقت مبكر أثناء وجوده في سنجان ، تأثر أحمد جان بالشعر الشعبي الإيغوري الذي غنته له والدته، والشعراء الإيغوريون من الجيل السابق مثل قربان بارات وبوغدا عبد الله، والشعراء الإيغوريون الكلاسيكيون مثل الشاعر الصوفي في القرن الثامن عشر شاه مشريب، وما استطاع أن يجده في الترجمات باللغة الإيغورية: مجموعات من شعر تانغ [الإنجليزية] ولاو تسي، وشعراء مستي [الإنجليزية] المعاصرين الذين يكتبون باللغة المندرينية، والشعر الرومانسي الإنجليزي والروسي في أوائل القرن التاسع عشر، ومقالات فيساريون بيلينسكي، الناقد الذي نشأ الواقعية الاجتماعية الروسية في أربعينيات القرن التاسع عشر. وفي وقت لاحق، اختار الحداثيين مثل بول سيلان، وستيفان مالارميه، وآرثر رامبو.
وبمجرد وصوله إلى دمشق، انغمس في الأدب العربي، وقرأ لشعراء مؤثرين مثل أدونيس السوري اللبناني. وفقًا للناقد أندريه نفسي سهلي [الإنجليزية]، يبدو أن أدونيس كان له تأثير كبير على عمل أحمد جان: «العديد من قصائد أحمد جان تزاوجت بين الأوصاف الغنائية للعالم الطبيعي والحاجة الإنسانية لطرح أسئلة ميتافيزيقية» و«يبدو أنه تبنى استخدام أدونيس للقطعة كواحدة من الأوعية الأساسية لشعره، حيث وضع الصور جنبًا إلى جنب لإنشاء دوامة من المشاهد والأصوات والأفكار التي تعود دائمًا إلى المشاعر الخام». وبدوره، كان أدونيس من أوائل المعجبين بالشعر العربي لأحمد جان.

### حركة الشعر الإيغورية الجديدة (الغنغا)
في ثمانينيات القرن العشرين، كان أحمد جان أحد قادة حركة الشعر الإيغورية الجديدة، المعروفة باسم الغنغا (تعني: ضبابية، أو غامضة، أو غير مؤكدة) في الإيغور. لقد كانت هناك عدة تيارات من التأثيرات التي أثرت على هذه الحركة. كانت قد وصلت الرمزية والسريالية للتو إلى سنجان، بعد فترة طويلة من العزلة من الخمسينيات إلى الثمانينيات. كما أن تجربة القمع السياسي خلال تلك الحقبة دفعتهم أيضًا إلى استخدام وسائل غير مباشرة للتعبير. ومع ذلك، جاء الإلهام المباشر من مجموعة شعر مستي [الإنجليزية] في أواخر السبعينيات وأوائل الثمانينيات (إن لفظ الغنغا ترجمة مباشرة لكلمة منلنغا، التي تعني «غامض» أو «ضبابي» في لغة الماندرين) استوعبت الحركة: «الرؤية والمبادئ الجمالية لتلك الحركة الرائدة من خلال المظاهر الأدبية التي كانت مختلفة بالضرورة.»
كانت أعمال حركة الغنغا في شكل شعر حر ، وليس عروض أو الأشكال المقطعية المترية السائدة في الشعر الإيغورية آنذاك والمستوحاة من العربية. لقد اعتمدوا على الاستعارة والتباين والصور والرموز، بدلًا من وسائل التعبير الأكثر مباشرة. ولم تكن عناوينها مرتبطة بشكل مباشر بجسم القصائد. كان اختيار أحمد جان للمواضيع يشمل الوطن والأمة والشوق.
نال اهتمامًا نقديًا بعد نشر قصيدته Hain Dağlar ("الجبال الغادرة") في مجلة (تنغريتا - Tangritagh) الأدبية الشهيرة، والتي تقع في أورومتشي. وبعد ذلك، نشر قصائده بانتظام في المجلة، التي أصبحت مركز الحركة.
وفقًا لأحمدجان وأبليكيم باقي، محرر مجلة (تنغريتا - Tangritagh)، إن شعر الغنغا يُعد: «انفتاحًا عن الشكل والمحتوى التقليدي، وهو فن غير مقيد بأي رسالة ضمنية عن القيمة الاجتماعية، وعرض لرؤية جديدة للشعر الإيغوري كما هو منسجم مع الرمزيين الفرنسيين بودلير ومالارميه، والسرياليين بريتون وأراغون، وكذلك مع الكتاب المانويين والشعراء الصوفيين شاه مشريب وعلي شير نافعي». كانت هذه الآراء بمثابة انحراف عن أفكار الماوية عن الفن باعتباره «نفعية ثورية بروليتارية»، وأقرب إلى تركيز الحداثة الغربية على «الفن النفسي والذاتي والسريالي في بعض الأحيان».
أثارت الحركة جدلاً حادًا حول التقاليد والأصالة في الرسائل الإيغورية. قال منتقدو الحركة إن شعراء الغنغا يفتقرون ببساطة إلى المهارة اللازمة لتأليف الشعر الإيغوري الكلاسيكي، بأشكاله الوزنية الصارمة. رد أتباع المدرسة بأن التجريب كان أمرًا بالغ الأهمية لحيوية الشعر الإيغوري وأهميته.
تراجعت الحركة بعد هجرة أحمد جان إلى سوريا في عام 1994 وتوجهه اللاحق نحو الشعر العربي. ومع ذلك، فقد تركت بصمة على معاصريها من أمثال برهات طرسن [الإنجليزية] وطاهر حمزة إزقيل [الإنجليزية] والجيل التالي من الشعراء الإيغور، الذين واصلوا الكتابة بالشعر الحر.

### الترجمات
وقد ترجم قصائد الرومي، وأوكتافيو باز، وبول سيلان، وفرناندو بيسوا، وأدونيس إلى اللغة الأويغورية. نُشرت له ثماني مجموعات شعرية (ستة باللغة العربية واثنتان باللغة الأويغورية) في سوريا وسنجان.
في بعض الأحيان، قام أحمد جان بتأليف نسختين عربية وإيغورية من قصيدة واحدة في وقت واحد على مدى سنوات.
نشر جيفري يانغ مجموعة من ترجمات شعر أحمد جان العربي والإيغةري في أويغورلاند في عام 2015؛ وكانت أول مجموعة من الشعر الإيغوري تُترجم إلى الإنجليزية. أُدرجَت الترجمة في القائمة الطويلة لجائزة بن للشعر المترجم [الإنجليزية]. وقد أُدرجَت أيضًا أعمال أحمد جان في كتاب قلب الغرباء، وهو عبارة عن مجموعة من أدب المنفى قام بتحريرها أندريه نفس سهلي [الإنجليزية].

## الأعمال

### مجموعات شعرية
- السقوط الثاني (العربية)، 1988 [23][20]
- لغز الأعراس (العربية)، 1990 [10]
- الأويغور تشيزي ليريكيسي، 1992[6][24]
- روح بيسلي، 1996
- الوصية على ذاتك 1997[6]
- كآن، 1998[6]
- في أطلال سومر حيث أقيم (العربية)، 2003[6][24]
- حصتي من الليل (العربية)، 2007[6][14]
- موسم الروح[24]

### ترجمات أعمال أحمد جان عثمان
- أرض الأويغور، المنفى الأبعد، ترجمة جيفري يانغ إلى الإنجليزية، 2015 [10][16]
- ああ、ウイグルの大地( أوه، أرض الأويغور )، ترجمها موكاي دايس وماكوتو كاواي إلى اليابانية، 2015[25][26]

### مختارات تتضمن قصائد أحمد جان عثمان
- قلب الغرباء ، تحرير أندريه نافيس-ساهلي، 2020 [27]